# نورمن دیویدسون
نورمن دیویدسون (انگلیسی: Norman Davidson؛ ۵ آوریل ۱۹۱۶ در شیکاگو – ۱۴ فوریه ۲۰۰۲ در پاسادنا) یک شیمی‌دان، و زیست‌شناس اهل ایالات متحده آمریکا بود. وی از اعضای آکادمی ملی دانش آمریکا بوده و در سال ۱۹۹۶ برنده نشان ملی دانش شد.